# Stelato S9
Stelato S9 – elektryczny samochód osobowy klasy luksusowej produkowany pod chińską marką Stelato od 2024 roku.

## Historia i opis modelu

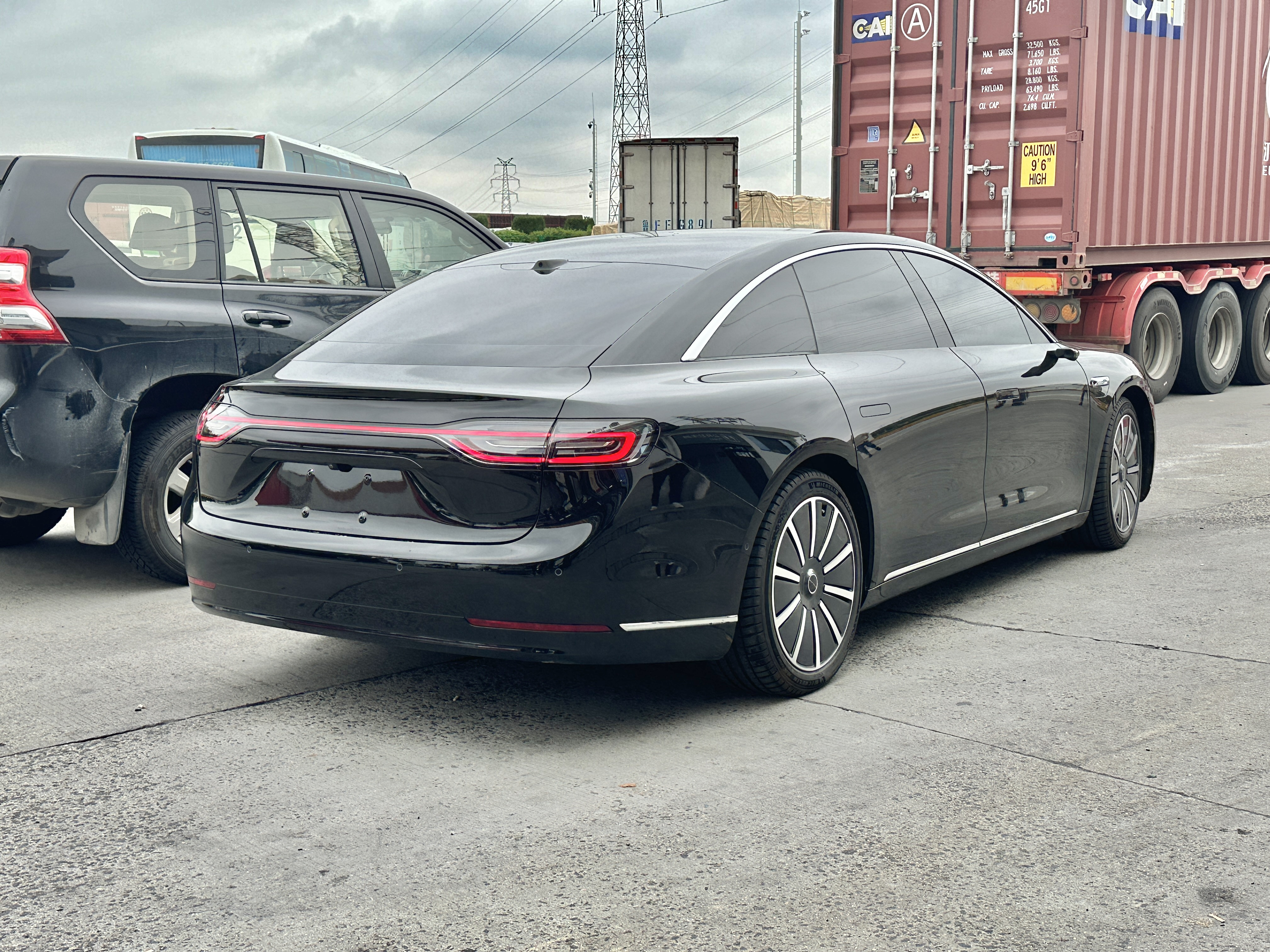
Stelato S9 - tył

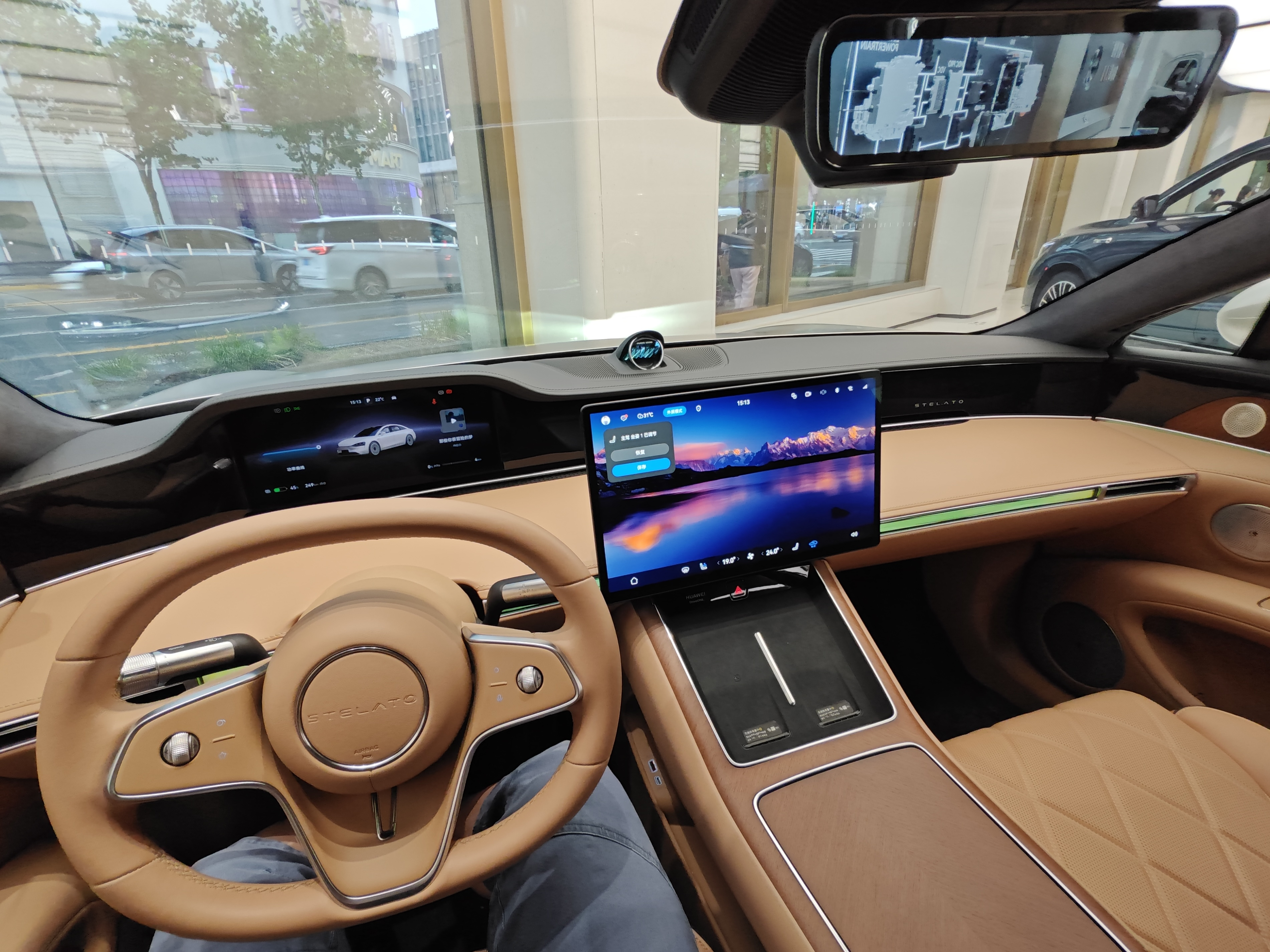
Stelato S9 - kokpit

Stelato S9 zadebiutowało w marcu 2024 roku jako pierwszy model kolejnej, trzeciej marki motoryzacyjnego oddziału chińskiego koncernu technologicznego Huawei. Tym razem w ramach HIMA nawiązano współpracę z chińskim koncernem motoryzacyjnym BAIC Group, dokonując wymiany na polu zastosowanej technologii. Pod kątem wizualnym S9 zachowało zbliżoną koncepcję stylistyczną do przedstawionego przed rokiem Luxeeda S7, dzieląc z nim taki zbliżony wygląd przedniej części nadwozia, łukowato poprowadzoną linię dachu i obszernie przeszklone nadwozie. Różnice pojawiły się w większym rozstawie osi, wydłużonym tylnym zwisie oraz przeprojektowanych lampach tylnych. 
Ten sam projekt zachowała także kabina pasażerska, z charakterystycznym owalnym kołem kierownicy, wysoko osadzonym panelem cyfrowych zegarów oraz centralnym wyświetlaczem dotykowym systemu multimedialnego. Obszerniejszy stał się z kolei tylny rząd siedzeń dzięki ponad 3-metrowemu rozstawowi osi.

### Sprzedaż
Stelato S9 powstało z myślą o sprzedaży wyłącznie na rodzimym, chińskim rynku, rozpoczynając się tuż po prezentacji przed publicznością na kwietniowym Beijing Auto Show 2024. Dystrybucję zapewniły wybrane showroomy Huawei.

### Dane techniczne
Stelato S9 powstało wyłącznie z myślą o napędzie elektrycznym, z dwoma wariantami do wyboru. Podstawowy, tylnonapędowy, zyskał jeden silnik o mocy 304 KM, z kolei dwusilnikowy model z napędem AWD rozwinął łącznie 516 KM mocy.